# Курья (Томская область)
Курья — исчезнувшая деревня в Колпашевском районе Томской области. На момент упразднения входила в состав Моховского сельсовета. Упразднена в 1971 году.

## География
Деревня располагалась к северу от региональной дороги 69К10 «Колпашево - Белый Яр» у южной окраины болота Тисанское, в 4,3 км (по прямой) к юго-западу от деревни Мохово.

## История
Деревня была основана в 1729 г. В 1928 году деревня состояла из 46 хозяйств. В административном отношении входила в состав Кетского сельсовета Колпашевского района Томского округа Сибирского края.
В 1960-е годы деревня попала в разряд не перспективных и по планам должна была быть сселена к 1975 году.
Решение № 6 Томского облисполкома от 14 января 1971 г. в связи с выездом населения деревня Курья исключена из учётных данных.

## Население
| 1920 | 1926 | 1939 | 1952 | 1959 | 1970 |
| ---- | ---- | ---- | ---- | ---- | ---- |
| 220  | ↘164 | ↘158 | ↘95  | ↘52  | ↘0   |

В 1926 году основным населением деревни были русские.